# Nether Earth
Nether Earth est un jeu vidéo de stratégie en temps réel pour les ordinateurs personnels ZX Spectrum, Commodore 64 et Amstrad CPC sorti en 1987 par Argus Press Software au Royaume-Uni et par Mind Games Espana S.A. en Espagne. Il est aujourd'hui considéré comme l’un des précurseurs du genre.
Dans Nether Earth, les humains affrontent une race d’aliens appelés « Insignian » dans une guerre faisant intervenir d’énormes robots. Le joueur contrôle une machine volante et doit construire des robots qu’il peut envoyer combattre les robots ennemis ou capturer des usines lui permettant d’accroitre sa production. L’objectif est de capturer toutes les bases ennemies. L’action se déroule en temps réel plutôt qu’au tour par tour. Le champ de vision du joueur se limitant à la zone survolée par sa machine volante, la plupart des combats sont gérés par l’ordinateur, le joueur pouvant se concentrer sur la production de robots,,,.
Les graphismes du jeu sont affichés en perspective isométrique.
Un remake du jeu est disponible sous la forme d’un freeware depuis 2004. Développé par Elemental Games et publié sur PC en 2004, Space Rangers 2: Dominators utilise un système de jeu très similaire à celui de Nether Earth.

## Trame
Nether Earth se déroule dans un futur de science-fiction dans lequel une espèce venue des profondeurs de la Terre, les Insignians, a traversé la croûte terrestre grâce à d’énormes machines d’excavation, envahit la surface et réduit l’humanité en esclavage. Les humains sont, depuis, forcés de travailler à la production de puissants robots que les Insignians utilisent pour maintenir leur domination. Après plusieurs tentatives avortées de révolte, un petit groupe de résistants est parvenu à prendre le contrôle d’une des bases des Insignians et prévoit d’utiliser les machines de guerre de celles-ci pour prendre le contrôle de leurs trois autres bases.

## Système de jeu
Nether Earth est un jeu de stratégie qui combine des éléments de gestion de ressources et d’approvisionnement avec des combats tactiques. En tant que commandant de la résistance, le joueur contrôle au départ une sorte d’aéroglisseur qu’il déplace sur une carte de 16 miles de large et de 512 miles de long qui représente le champ de bataille,. Seule une portion de la carte est affichée à l’écran et celle-ci défile en diagonale pour suivre les déplacements de l’aéroglisseur. A la base de l’écran est également affiché un radar qui indique sa position et celles des éléments à proximité. Outre son aéroglisseur, le joueur contrôle au départ une base qui permet de fabriquer des robots en assemblant différents composants. Chaque robot est constitué d’un châssis (bipied, à chenille ou anti-gravité), d’une arme (canon, missile, phaser ou nucléaire) et d’un module électronique optionnel, qui augmente la précision de ses armes. Ces composants sont produits par six usines disséminées sur la carte, chacune produisant un composant spécifique. Ces usines sont initialement désactivées mais s’active automatiquement lorsqu’un robot s’en approche. En posant son aéroglisseur sur sa base, le joueur accède aux informations concernant les usines sous son contrôle ainsi que les ressources et les composants de robots dont il dispose. En assemblant ces composants, le joueur fabrique des robots, ce qui fait diminuer son stock de ressources. En posant son aéroglisseur sur un robot, le joueur accède à un menu qui lui permet d’en prendre directement les commandes, de le programmer avec une série d’instruction ou de lui ordonner d’agir en tout indépendance. L’objectif est d’affaiblir les défenses adverses, tout en contenant ses attaques, jusqu’à pouvoir détruire les bases des Insignians avec une bombe nucléaire.

## Accueil
| Nether Earth   |      |       |
| Média          | Pays | Notes |
| Computer Gamer | GB   | 67 %  |
| Crash          | GB   | 75 %  |
| Sinclair User  | GB   | 5/5   |
| Your Sinclair  | GB   | 9/10  |
| Zzap!64        | GB   | 15 %  |

À sa sortie, la version sur ZX Spectrum de Nether Earth fait l’objet d’une critique plutôt positive dans le magazine Crash. Concernant sa réalisation, les auteurs du test  jugent que ses graphismes sont « raisonnablement bons », que ses effets sonores sont « supérieurs à la moyenne » et que la musique de l’écran de démarrage est « excellente » compte tenu des limitations du ZX Spectrum 48K. Concernant son système de jeu, ils saluent son concept original, combinant action et stratégie, qui fonctionne d’après eux « étonnamment bien ». Ils jugent de plus que le jeu est « amusant », notamment lors des séquences de fabrication des robots, même s’il nécessite un temps d’adaptation pour être apprécié à sa juste valeur et s’il peut se révéler monotone lorsque l’ordinateur commence à prendre le dessus sur le joueur. Ils concluent finalement en le décrivant comme « un jeu intéressant », qui « apporte un vent de fraicheur » sur le genre et qui vaut le coup d’être essayé malgré son prix un peu élevé. La même version est encensée par le journaliste John Colbert du magazine Sinclair User qui juge ses graphismes « très réussis » et salue son originalité en expliquant que s’il ressemble à première vue à un jeu d’action classique, il s’en distingue en réalité par la dimension stratégique qu’apportent la gestion et la fabrication des robots. De la même manière, le journaliste du magazine Your Sinclair salue sa combinaison originale de gestion de ressources et de combat tactique qui lui permet d’être suffisamment complexe pour satisfaire un fan de wargames, mais aussi suffisamment rythmé pour satisfaire les joueurs qui n’ont pas l’habitude de ces derniers. Il ajoute qu’il bénéficie de plus de graphismes « impressionnants » et d’une interface « simple d’utilisation » avant de conclure qu’il « ne ressemble à aucun autre jeu ». 

## Postérité
Nether Earth est régulièrement identifié comme un des précurseurs des jeux de stratégie en temps réel avec entre autres Cytron Masters (1982) et Stonkers (1983). Comme ces derniers, il se déroule en effet en temps réel et, s’il ne correspond pas exactement à la définition du genre, il en contient néanmoins certains éléments caractéristiques. Il approfondit ainsi  certains concepts de base de ce que deviendront les jeux de stratégie en temps réel en permettant notamment au joueur de fabriquer des robots avec lesquels il peut capturer des usines, qui lui permettent de fabriquer d’autres robots, et de contrôler ces derniers individuellement ou en leur donnant des ordres plus généraux, comme détruire, capturer, tuer ou défendre.